# Adriane Lopes
Adriane Barbosa Nogueira Lopes (Grandes Rios, 29 de junho de 1976) é uma política, advogada, teóloga, empreendedora e ex-agente de segurança pública brasileira que serve atualmente como 65.ª prefeita de Campo Grande desde abril de 2022 e reeleita nas eleições municipais de 2024. Filiada ao Progressistas (PP), ela atuou como vice-prefeita da cidade de 2017 a 2022, como vice-prefeita do prefeito Marquinhos Trad.

## Infância
Nascida Adriane Barbosa Nogueira em 29 de junho de 1976, na cidade de Grandes Rios, no estado do Paraná. Aos nove anos de idade, Adriane e sua família se mudaram para Campo Grande, Mato Grosso do Sul. Durante sua infância, Adriane enfrentou desafios financeiros e ajudava sua família vendendo sorvetes enquanto estudava.

## Vice-Prefeita de Campo Grande
Em 2016, Adriane foi eleita vice-prefeita de Campo Grande, assumindo o cargo em 1º de janeiro de 2017. Ela foi reeleita para um segundo mandato em 2020, junto com o prefeito Marquinhos Trad.

## Prefeita de Campo Grande

### Primeiro mandato (2022-2024)
A ascensão de Adriane Lopes ao cargo de prefeita ocorreu em 2022, após a renúncia de Marquinhos Trad, que deixou o cargo para concorrer a um cargo de governador nas eleições estaduais de 2022. Adriane assumiu a prefeitura em 4 de abril de 2022, tornando-se a segunda mulher a ocupar esse posto na história de Campo Grande.
Durante sua gestão, Adriane Lopes implementou várias iniciativas para desburocratizar os serviços públicos e atrair mais empresas para Campo Grande. Ela também prometeu zerar a fila por vagas em escolas públicas, um compromisso que tem sido uma prioridade em sua administração.
Adriane enfrentou críticas sobre a falta de medicamentos nas unidades de saúde, mas ressaltou que os recursos estão sendo investidos na cidade e que a demora na entrega dos medicamentos é um desafio que está sendo enfrentado com seriedade. Além disso, sua gestão trouxe avanços significativos em áreas como educação e infraestrutura.

### Segundo mandanto (2025-presente)
Lopes tomou posse como prefeita de Campo Grande para o mandato 2025-2028 no dia 1º de janeiro de 2025, em cerimônia realizada no Centro de Convenções Arquiteto Rubens Gil de Camillo, às 16 horas. Eleita com 222.699 votos, Adriane assume a gestão da capital sul-mato-grossense pela segunda vez, consolidando-se como a primeira mulher a comandar a cidade por dois mandatos consecutivos.
Na solenidade, também foram empossadas a vice-prefeita Camilla Nascimento e os 29 vereadores eleitos para o mesmo período legislativo.

### Reajuste salarial
Em fevereiro de 2025, o salário da prefeita de Campo Grande, Adriane Lopes, será reajustado de R$ 21.263,62 para R$ 41.845,48, um aumento de 96,8%. A medida foi aprovada pela Câmara de Vereadores em 28 de fevereiro do ano anterior, com 26 votos favoráveis e dois contrários. O reajuste também beneficia a vice-prefeita, secretários municipais e aproximadamente 400 servidores de carreira, com aumentos que ultrapassam 100% em alguns casos.
A aprovação do reajuste ocorreu em meio a discussões sobre a necessidade de descongelar salários de categorias como auditores fiscais, procuradores, médicos e diretores de escolas, que estavam sem aumento há mais de uma década. O presidente da Câmara, vereador Carlão Borges, justificou o reajuste como uma medida para atrair profissionais qualificados para o funcionalismo público municipal, já que os rendimentos anteriores eram considerados pouco atrativos.
A medida também prevê o fim da chamada "folha secreta", que vinha sendo utilizada para complementar os rendimentos do primeiro e segundo escalão da administração. Apesar do aumento aprovado, Adriane Lopes ainda não se manifestou sobre a aplicação da nova lei ou a possibilidade de congelar os salários, como havia feito em 2024.

## Candidatura à Prefeitura (2024)
Nas eleições municipais de 2024, no primeiro turno, realizado em 6 de outubro de 2024, Adriane recebeu 31,67% dos votos, totalizando 140.913 votos, e avançou para o segundo turno, onde enfrentará Rose Modesto, sendo a primeira vez que duas mulheres concorrem ao cargo de prefeita de Campo Grande.
A campanha de Adriane Lopes ganhou destaque com o apoio de figuras políticas influentes. O ex-presidente Jair Bolsonaro declarou seu apoio à candidata no segundo turno, destacando que ela representa "o melhor para o momento" na capital sul-mato-grossense. Além disso, o governador de Mato Grosso do Sul, Eduardo Riedel, também manifestou seu apoio a Adriane, enfatizando a importância de um "projeto maior" para a cidade.

## Ideologia política
Durante seu mandato, Lopes focou em continuar a plataforma de seu antecessor, com ênfase em obras públicas e acordos com conselheiros. Sua gestão é marcada por um perfil conservador e evangélico, com forte base de apoio entre os religiosos.
Originalmente filiada ao Patriota, enquanto servia como prefeita, Lopes anunciou sua saída do partido, provocando especulações generalizadas sobre qual partido ela pretendia filiar-se. Vários políticos proeminentes procuraram recrutar Lopes para seus respectivos partidos, incluindo o ex-presidente Jair Bolsonaro do Partido Liberal, a senadora Tereza Cristina dos Progressistas, e a senadora Damares Alves dos Republicanos. Em junho de 2023, Lopes mudou sua fidelidade partidária para os Progressistas.
Lopes é missionária evangélica há mais de 20 anos, o que tem influenciado fortemente sua visão política e suas políticas públicas. No entanto, sua forte identificação com a religião evangélica tem gerado resistência entre seguidores de outras religiões, que muitas vezes não se sentem representados por suas propostas e visão de mundo.

## Vida pessoal
Adriane casou-se com Lídio Lopes em 8 de dezembro de 2001, em Campo Grande, Mato Grosso do Sul. Pelo casamento, adotou o sobrenome Lopes.
O casal tem dois filhos: Matheus Nogueira Lopes, nascido em 2002, acadêmico de Direito, e Bruno Nogueira Lopes, nascido em 2008, estudante do Colégio Adventista de Campo Grande.

## Desempenho eleitoral
| Ano  | Eleição                   | Cargo         | Partido                                                                                         | Partido  | Coligação                                                          | Titular/Vice                   | Votos para Adriane Lopes | Votos para Adriane Lopes | Votos para Adriane Lopes | Votos para Adriane Lopes | Resultado     | Ref    |
| Ano  | Eleição                   | Cargo         | Partido                                                                                         | Partido  | Coligação                                                          | Titular/Vice                   | T.                       | Total                    | %                        | P.                       | Resultado     | Ref    |
| ---- | ------------------------- | ------------- | ----------------------------------------------------------------------------------------------- | -------- | ------------------------------------------------------------------ | ------------------------------ | ------------------------ | ------------------------ | ------------------------ | ------------------------ | ------------- | ------ |
| 2016 | Municipal de Campo Grande | Vice-prefeita |                                                                                                 | Patriota | Sempre Com A Gente (PSD, Patriota, PHS, DEM, PTdoB, PMN, PTB, PPL) | Titular: Marquinhos Trad (PSD) | 1.º                      | 147.694                  | 34,57%                   | 1.ª                      | Segundo turno | [ 33 ] |
| 2016 | Municipal de Campo Grande | Vice-prefeita | 2.º                                                                                             | Patriota | Sempre Com A Gente (PSD, Patriota, PHS, DEM, PTdoB, PMN, PTB, PPL) | Titular: Marquinhos Trad (PSD) | 241.876                  | 58,77%                   | 1.ª                      | Eleita                   |               | [ 33 ] |
| 2020 | Municipal de Campo Grande | Vice-prefeita | Avançar e Fazer Mais (PSD, Patriota, PCdoB, PSDB, PTB, PSB, REDE, Cidadania, Republicanos, DEM) | Patriota | 1.º                                                                | Titular: Marquinhos Trad (PSD) | 218.418                  | 52,58%                   | 1.ª                      | Eleita                   | [ 34 ]        |        |
| 2024 | Municipal de Campo Grande | Prefeita      |                                                                                                 | PP       | Coligação Sem Medo de Fazer O Certo (PP, PRD, Avante)              | Vice: Dra Camilla (Avante)     | 1.º                      | 140.913                  | 31,67%                   | 1.ª                      | Segundo turno | [ 35 ] |
| 2024 | Municipal de Campo Grande | Prefeita      | 2.º                                                                                             | PP       | Coligação Sem Medo de Fazer O Certo (PP, PRD, Avante)              | Vice: Dra Camilla (Avante)     | 222.699                  | 51,45%                   | 1.ª                      | Eleita                   |               | [ 35 ] |